# قاصد 1
قاصد 1 هو صاروخ حامل للأقمار الصناعية، ويُعَد أول صاروخ يحمل أول قمر صناعي عسكري إيراني يُطلَق عليه نور-1 إلى مدار 425 كيلومتر، كما ويُعَد أيضاً أول صاروخ ذو ثلاث مراحل تمت صناعته في جمهورية إيران. وبوقود مزيج من الصلب والسائل وهو ما يطلق عليه (بالوقود المركب). حيث استخدمت جمهورية إيران مزيجاً من الوقود السائل والصلب في صاروخ قاصد وهي تكنولوجيا متطورة جداً، وهناك القليل من الدول التي لها القدرة على استخدام مثل هذه التكنولوجيا المتطورة. وقد تم كتابة اسم الصاروخ الحامل قاصد على جسم الصاروخ نفسه، وكذلك كتابة الآية القرآنية (سُبْحانَ الَّذِی سَخَّرَ لَنا هذا وَما کنّا لَهُ مُقْرِنِینَ). وقد إعترفت الولايات المتحدة الأمريكية بنجاح جمهورية إيران بإطلاق أول قمر صناعي عسكري لها وذلك من خلال تأكيد القوات الجوية الأميركية أن إيران نجحت في إطلاق أول قمر اصطناعي، مشيرةً إلى أنها راقبت عملية الإطلاق. وفي بيانٍ لها، أكدت القوات الجوية الأميركية أن سرب التحكم ومراقبة الفضاء الثامن عشر التابع لها رصد جسدين وهما، قمر نور (رقم 45529 في ملف الأجسام الفضائية)، وجزء من الصاروخ الحامل قاصد (رقم 45530) من الإطلاق الفضائي من جمهورية إيران. كما أفادت شبكة «سي.إن.إن» الأمريكية، بأن وزارة الدفاع الأمريكية (البنتاجون) تأكدت من نجاح تجربة إطلاق القمر الصناعي للمرة الأولى. ونقلت الشبكة عن (البنتاجون) قولها: إن «التقييم الأمريكي خلص إلى أن تجربة إطلاق قمر صناعي إيراني تمت بنجاح للمرة الأولى». وأعلنت مراصد فضائية خاصة ومواقع للرصد الفضائي أنها رصدت القمر الصناعي الإيراني نور واحد وهو يحلق فوق إيران وفوق الولايات المتحدة وفوق دول أخرى منها باكستان، كما أعلنت أنها إلتقطت إشارات القمر الصناعي الإيراني فوق بحر العرب وفوق المحيط الهندي.

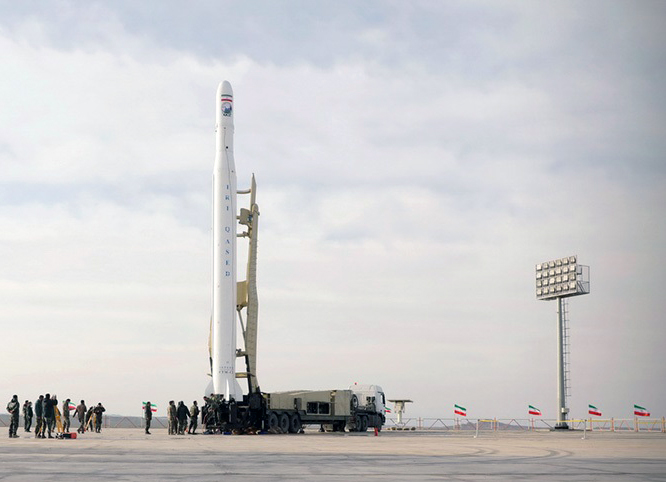
صاروخ قاصد الفضائي في محطة الإطلاق

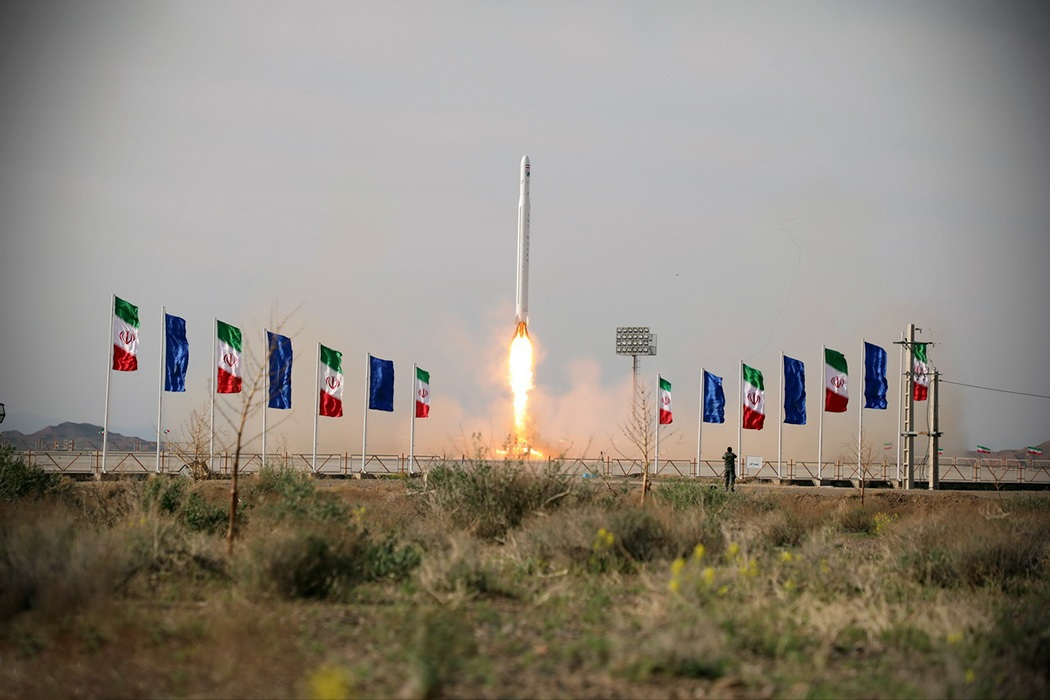
صاروخ قاصد الفضائي بعد الإطلاق

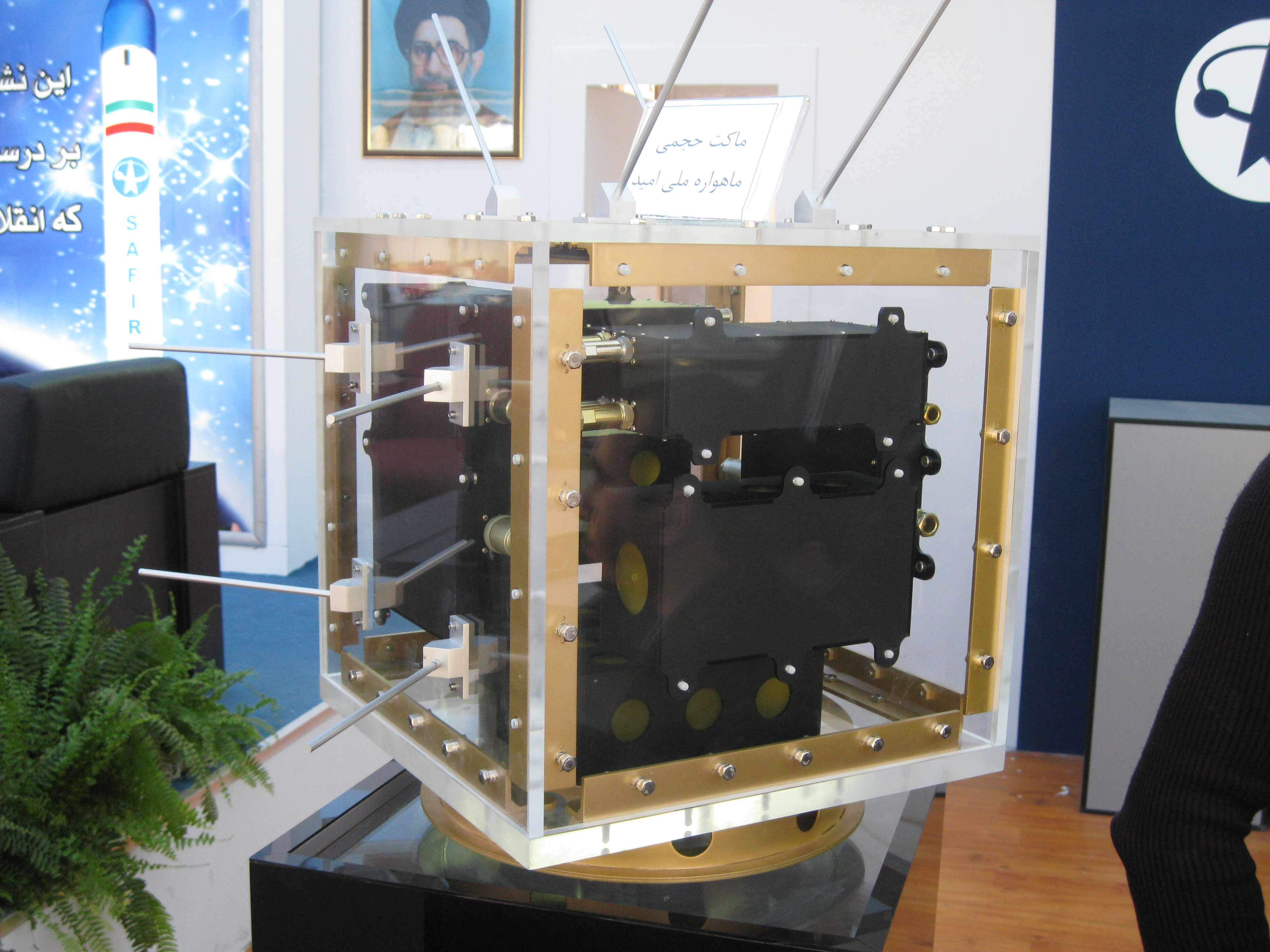
القمر الصناعي أميد والذي أُرسِلَ على متن الصاروخ الفضائي الإيراني سفير 2

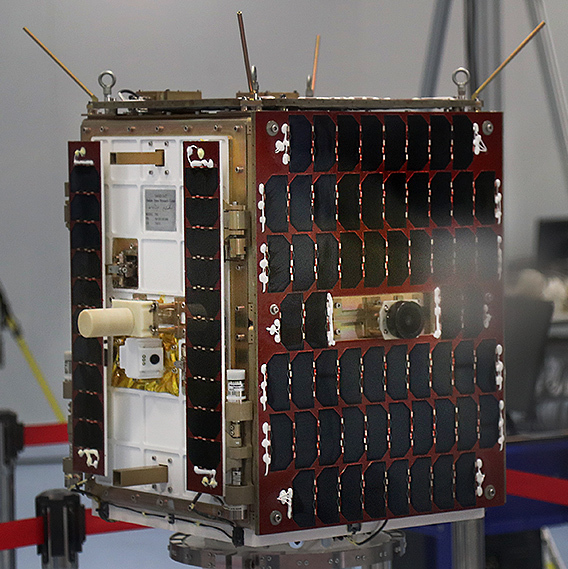
القمر الصناعي الوطني الإيراني ناهيد-1 المخصص للإتصالات

## إطلاق الصاروخ
تم إطلاق صاروخ قاصد بشكل سريع ومفاجئ، وهو يحمل القمر الصناعي العسكري الإيراني نور، حيث تم إطلاقه إلى الفضاء الخارجي من الهضبة الوسطى (وسط جمهورية إيران) بنجاح من قِبَل القوات الجو-فضائية التابعة للحرس الثوري الإيراني. الذي إعتبر ان ذلك إنجازاً كبيراً وتطوراً حديثاً في المجال الصاروخي الإيراني. وجرى تنفيذ العمل على إنشاء دورة فضائية كاملة، بما في ذلك بناء الأقمار الصناعية، وصناعة حوامل الأقمار الصناعية، وقواعد الإطلاق ومحطات التحكم بالأقمار الصناعية، في صمت إخباري وبالإمتثال الكامل لمبادئ الحماية، حيث تم إطلاق حامل الأقمار الصناعية قاصد التابع لحرس الثورة الإسلامية بسرعة فائقة وفي قمة السرية المعلوماتية. وقد تم إطلاق صاروخ قاصد من قاذفة متحركة تشبه الصواريخ البالستية، وهذا بالطبع يتطلب إعتبارات ومتطلبات تقنية مهمة لخلق مثل هذه القدرة، ومن بينها، عامل الأمان الكبير في المراحل العليا، وعدم الحاجة إلى دعم خاص حتى لحظة ما قبل الإطلاق، وما إلى ذلك هي من بعض الحالات التي تسببت في عدم حاجة قاصد إلى منصة إطلاق ثابتة أو برج خدمة. ونتيجةً لذلك، يمتلك قاصد القدرة على الإطلاق من أي مكان، وفي المستقبل يمكنه بدء مهمته من مكان آخر غير قاعدة الإطلاق الفضائية، وإن القدرة على إعادة تزويد صواريخ حرس الثورة بالوقود أفقياً هي أيضاً أحد الأشياء التي تم تحقيقها منذ سنوات عديدة، وقد ساعد ذلك على تنفيذ عمليات إطلاقه بسرعة قبل أن يتم تحديدها بواسطة الأقمار الصناعية المعادية والإعلان عنها.

## الوقود المستخدم في الصاروخ الفضائي
يستخدم الصاروخ الفضائي الإيراني قاصد الوقود الصلب والسائل وهو ما يُطلَق عليه (بالوقود المركب). حيث إن الدافعات التي تعمل بالوقود السائل والصلب لها مزاياها وعيوبها الخاصة، وعلى الرغم من التقدم الكبير في المعرفة والتكنولوجيا في مجال الفضاء، لا يزال كلاهما مستخدماً في المهام الفضائية. لكن بالنظر إلى نهج القوات الجوفضائية في حرس الثورة في عدم تطوير دافعة جديدة للمرحلة الأولى من قاصد 1، فمن المحتمل أن يتم استخدام الوقود الدافع الصلب في المرحلة الأولى من الصاروخ الحامل التالي فقط لزيادة سعة الحمولة. ووفقاً للأدلة، فإن أكثر الصواريخ الإيرانية الجاهزة بعيدة المدى والتي تعتمد الوقود الصلب في العمل هي صواريخ سجيل، والتي تمت صناعتها بنسختين من قَبَل وزارة الدفاع الإيرانية وتم وضعها في خدمة قوة الجوفضاء منذ أكثر من عقد من الزمان.

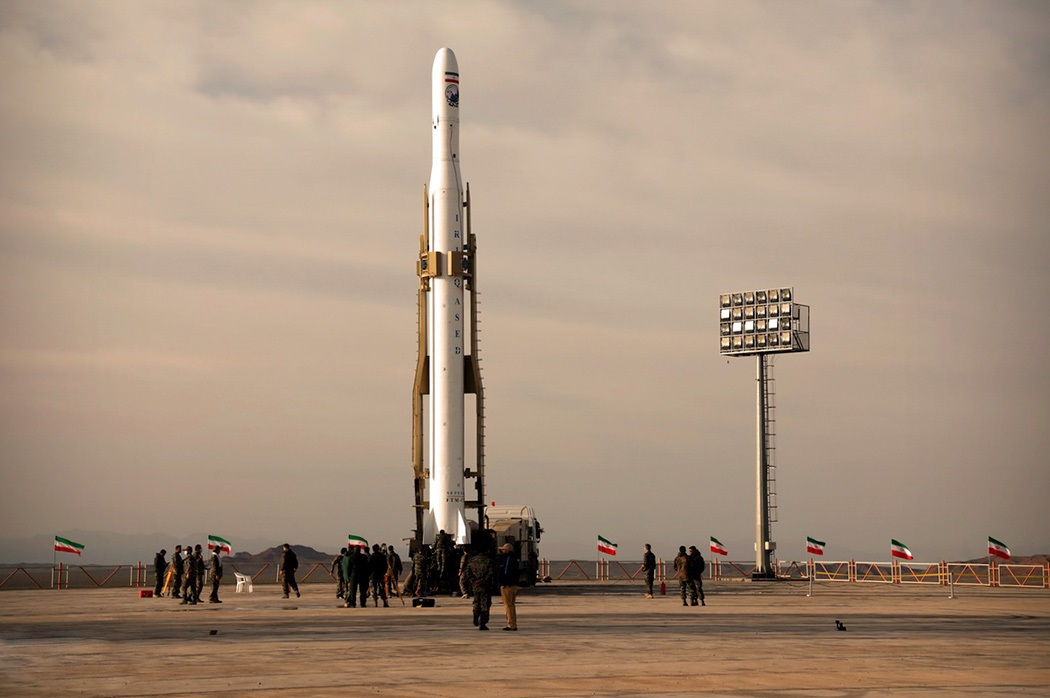
الصاروخ الفضائي الإيراني قاصد -1

## هيكل الصاروخ
يتكون الصاروخ الحامل للأقمار الصناعية (قاصد) من ثلاث مراحل، حيث يتم ترتيب هذه المراحل الثلاث في هيكلية خطية طولية. ان المرحلة الأولى تتمثل بعملية الدفع الصاروخي بالوقود السائل، والمرحلة الثانية هي مرحلة الوقود الصلب، اما المرحلة الثالثة فتتمثل بالوقود السائل.
ففي (المرحلة الأولى) من صاروخ قاصد، استخدم الحرس الثوري الإيراني، إبتكاراً مختبراً على أرض الواقع، وهو استخدام صاروخ باليستي عسكري لإطلاق قمر صناعي بدلاً من تطوير نظام دفع جديد للصاروخ. كما استخدم حرس الثورة في المرحلة الأولى، صاروخ (قدر) لهذا الغرض، مما قضى تماماً على تكلفة البحث والتطوير والتصميم والمحاكاة والبناء والاختبار واكتساب المصداقية للمرحلة الأولى من الصاروخ الحامل للقمر الصناعي. ونتيجةً لذلك، تم الإنتهاء من جزء كبير من المشروع مع إنخفاض كبير في التكلفة والوقت وباستخدام منتجات التكنولوجيا الفائقة (TRL). ويوجد في الجزء العلوي من صواريخ (قدر) قسم تنسيق بين قطر الهيكل البالغ 1.25 متر والقطر الأصغر لرأس الصاروخ، وفي قاصد، بسبب القطر الأصغر للمرحلتين الثانية والثالثة، كانت هناك حاجة لمثل هذا الجزء والذي أُعيدَ تصميمه مجدداً لأن قطر المرحلتين الثانية والثالثة في قاصد أكبر من قطر قاعدة الرأس الحربي في صاروخ قدر. كما ان صاروخ قدر يزن في أشكاله المختلفة حوالي 17000 إلى 17250 كيلوغراماً ويحمل عادةً رأساً حربياً يبلغ وزنه 650 كيلوغرام، ونتيجةً لذلك، يمكن تقدير الكتلة المتبقية المستخدمة في المرحلة الأولى من صاروخ قاصد بنحو 16350 إلى 16600 كيلوغرام، عن طريق إزالة الرأس الحربي للصاروخ. وتجدر الإشارة إلى أن القاذف الذي يعمل بالوقود السائل في صواريخ قدر هو أحد النماذج المحسنة في صواريخ شهاب -3 وهو مشابه للمحرك الأول في صاروخ حامل الأقمار الصناعية سفير -1. وتم استخدام هذا القاذف في عمليات الإطلاق الفضائية المختلفة للصواريخ الحاملة للأقمار الصناعية الإيرانية مثل سفير-1 وسيمرغ (الذي يحتوي على 4 محركات من هذا النوع في مرحلته الأولى) وكذلك في إطلاق صواريخ شهاب -3 الباليستية وأنواع مختلفة من صواريخ قدر منذ حوالي عقدين، حيث يعمل هذا النوع بشكل جيد وموثوقية جيدة.
اما (المرحلة الثانية) فقد استخدم صاروخ قاصد، القاذف الذي يعمل بالوقود الصلب الخاص بالقاذف الفضائي الإيراني الجديد  (سلمان). حيث تم إزاحة الستار عن هذا القاذف في شهر فبراير من عام 2020م وهو أحد الإنجازات الجديدة لقوات الجوفضائية التابعة للحرس الثوري الإيراني. وهناك ميزتان مهمتان في القاذف الفضائي سلمان:
الميزة الأولى: أنه مجهز بمنظومة تغيير شعاع الدفع بالإعتماد على تحريك فوهة القاذف. ففي السابق، استخدمت كل من مجموعة صواريخ شهاب وقدر وقيام وسجيل طريقة التحكم في شعاع الدفع، ولكن بناءً على الأجنحة الصغيرة المركبة عند مخرج قاذف الصاروخ. في هذه الطريقة، يتم وضع أربع أجنحة صغيرة، مصنوعة من مواد متينة للغاية وبشكل عام من مادة الجرافيت، عند مخرج الدفع وتقوم بتغيير إتجاه غازات العادم وخلق القوة اللازمة لتغيير مسار الصاروخ. وعلى الرغم من أن الطريقة المذكورة أعلاه لديها تعقيد تقني أقل من حيث بناء القطع والأجزاء، إلا أنها تهدر دائماً بعضاً من قوة دفع المحرك، مما يقلل بشكل مباشر من كفاءة الصاروخ الذي من الممكن أن يصل إليها، بالإضافة إلى ذلك، يجب أن تكون مادة الأجنحة الصغيرة المثبتة عند مخرج دفع المحرك متينة للغاية لأنها يجب أن تتعرض لحرارة الغازات الساخنة بسرعة عالية جداً لعدة دقائق. وهناك طريقة أخرى للإستفادة من طريقة التحكم في شعاع الدفع وهي تحريك مخرج الدفع بشكل كامل أو فوهة الدفع، وفي هذه الطريقة، يتم تثبيت المحركات خارج الفوهة، والتي تقوم بتغيير شعاع دفع القاذف عن طريق تحريك الفوهة في الإتجاه المطلوب، ونتيجةً لذلك، تغير إتجاه الصاروخ حيث انه في هذه الطريقة، لا يتم إهدار أي كمية من قوة الدفع. يتطلب تطوير هذه التقنية أعناق فوهات خاصة، بالإضافة إلى تعديل زوايا الفوهة بعناية فائقة أثناء التعامل مع غازات العادم الساخنة للغاية، كما يتطلب الأمر عوامل تشغيل عالية الأداء ومقاومة عالية.
الميزة الثانية: هي أن جسم حجرة المحرك والهيكل الخارجي لنظام الدفع مصنوعان من مواد مركبة غير معدنية بدلاً من المعدن، والتي تملك وزناً أقل بكثير من وزن المواد المعدنية، الأمر الذي يؤدي إلى فقدان الوزن بشكل كبير وزيادة كفاءة الدفع أثناء أداء المهمة الموكلة إليه، حيث يخلق هذا الوزن الموفر المزيد من التسارع أو إمكانية حمل المزيد من الحمولة في المهمة.
اما (المرحلة الثالثة) في حامل الأقمار الصناعية قاصد، والتي تتكون من دافع يعمل بالوقود السائل صغير، ويتم وضع القمر الصناعي في الجزء العلوي من هذا القاذف الصغير، حيث يعمل هذا الدافع حتى اللحظات الأخيرة لوصول القمر الصناعي إلى السرعة والزاوية المطلوبة للمدار المنظور، ثم تقوم آلية الفصل بفصل القمر الصناعي عن الحامل. ويقوم حامل الأقمار الصناعية قاصد، أثناء عملية المهمة والتي تستغرق (510) ثانية، بإجراء عملية فصل الخطوات الثلاث، بالإضافة إلى فصل التغطية الديناميكية الهوائية أعلى الصاروخ حامل القمر الصناعي.

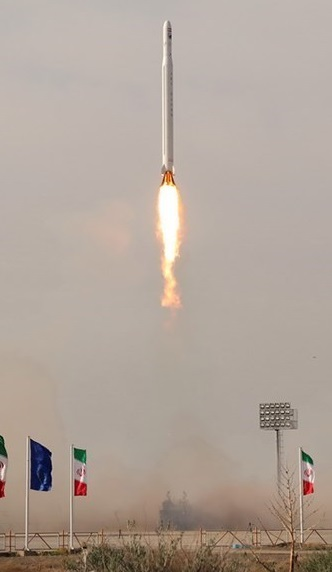
الصاروخ قاصد وهو يحمل القمر الصناعي نور، وهو أول قمر صناعي عسكري إيراني تم وضعه بنجاح في مدار حول الأرض، يوم الأربعاء الموافق 22 نيسان/ أبريل 2020م

## حَمْل القمر الصناعي العسكري الإيراني نور
حمل الصاروخ قاصد قمر نور العسكري والذي يُعَد أول قمر اصطناعي عسكري إيراني الصنع والتصميم متعدد الأغراض. ويُعَد إنجازٌ تكنولوجي لطهران، حيث دخلت جمهورية إيران نادياُ محدوداً من الدول القادرة على صنع وإطلاق أقمار صناعية. وتم إطلاق قمر نور بنجاح إلى الفضاء الخارجي على متن الصاروخ الإيراني الحامل للأقمار الصناعية (قاصد) ذو الثلاث مراحل والعامل بالوقود المركب من قِبَل الوحدة الجوفضائية التابعة لقوات الحرس الثوري الإيراني يوم الأربعاء الموافق  22 نيسان/ أبريل 2020م. ليتم إستخدامه في الأغراض العسكرية. فمهمة القمر الإيراني، لا تختلف عن مهمة الأقمار الصناعية العسكرية، أي التصوير، والتجسس، والإنذار السريع، والاتصالات، ورصد حالة الجو عسكرياً، والمشاركة في الحروب الإلكترونية، وغيرها من الأغراض العسكرية. وقد استقر القمر الإصطناعي نور الإيراني في مداره حول الأرض على مسافة 425 كيلومتراً (264) ميلاً. وقال التلفزيون الإيراني إن أول قمر صناعي عسكري لإيران، الذي يحمل اسم نور، أُطلِقَ هذا الصباح من صحراء إيران. عملية الإطلاق هذا الصباح كانت ناجحة، إذ وصل القمر إلى مداره. يُذكَر أن هذا القمر الصناعي مصنوع كلياً داخل جمهورية إيران بما في ذلك منصة الإطلاق وكافة قطع القمر الصناعي والصاروخ الحامل وجميع التقنيات الأخرى.

## ردود أفعال
الولايات المتحدة: ظهرت في الولايات المتحدة الأمريكية، ردود أفعال كثيرة، فقد أكدت وزارة الخارجية الأمريكية إن «إيران يجب أن تحاسب على هذا العمل وأن هذا الإجراء ينتهك قرار مجلس الأمن الدولي رقم 2231». وأشار مجلس الأمن القومي الأمريكي أيضاً على الإجراءات الأخيرة للحرس الثوري الإيراني على حسابه على تويتر حيث قال، «لا ينبغي السماح لإيران بتطوير صواريخ باليستية عبارة للقارات وهذا هو السبب في أن هذه الحكومة تخضع لعقوبات».
 المملكة المتحدة: جاء على لسان المتحدث باسم وزارة الخارجية البريطانية أن: «التقارير عن إطلاق إيران قمراً صناعياً باستخدام تكنولوجيا الصواريخ الباليستية مقلقة للغاية ولا تتفق مع قرار مجلس الأمن رقم 2231. كما أكد المتحدث باسم وزارة الخارجية البريطانية أن تحرك إيران كان غير قانوني وأن «الأمم المتحدة حثت إيران على عدم القيام بأنشطة تتعلق بالصواريخ الباليستية المصممة لحمل أسلحة نووية ويجب على إيران الإلتزام بذلك».
 فرنسا: طالبت وزارة الخارجية الفرنسية إيران ببيانٍ لها بوقف كل الأنشطة المرتبطة بتطوير صواريخ باليستية مصممة لحمل أسلحة نووية. وأن برنامج الصواريخ الباليستية مصدر تهديد رئيسي للأمن الإقليمي والدولي فهو يساهم في زعزعة إستقرار المنطقة وزيادة التوتر. وأن عملية الإطلاق لا تتوافق مع قرار مجلس الأمن الدولي رقم 2231.
 إسرائيل:
وزارة الخارجية: قالت إسرائيل، إن محاولة الحرس الثوري الإيراني لإطلاق قمر صناعي عسكري ليست إلا واجهة لتطوير إيران المتواصل (للصواريخ المتقدمة)، بما في ذلك الصواريخ التي يمكنها حمل رؤوس نووية، إيران تركز على العدوان العسكري وليس التعامل مع أزمة فيروس كورونا وعشرات الآلاف من المدنيين الإيرانيين الذين أصيبوا به.
صحيفة كالكاليست الإسرائيلية: قالت صحيفة كالكاليست الإسرائيلية إن قلق الإحتلال الإسرائيلي عقب إطلاق إيران للقمر الصناعي نور-1 لا يكمن فقط في نجاح عملية الإطلاق، بل أيضاً من تطوير صاروخ (قاصد) الذي حمله بشكل ذاتي. وأكدت أن كلاً من إسرائيل وواشنطن فوجئتا بإطلاق القمر، وأنه لم تتوفر لديهما معلومات مسبقة حول نية طهران إطلاق القمر، مبرزةً الفشل الأميركي والإسرائيلي في متابعة برنامج الفضاء الإيراني ورصد نشاطه. وأعتَبرَ المصدر ذاته أن المفاجأة الإيرانية تدل على أن الإيرانيين طوروا قدرات مكنتهم من إخفاء عملية الإطلاق، موضحاً أن أسباب القلق الأميركي الإسرائيلي لا تنحصر في القدرة على تطوير القمر الصناعي، بل في إنتاج الصاروخ (قاصد) الذي أطلقه، ومشيراً إلى أنه عندما يكون بوسع إيران إنتاج صاروخ يخترق الفضاء، فإن هذا يعني أنه سيكون بوسعها استخدام هذا الصاروخ في مهاجمة أي بقعة في أوروبا، وسيكون بوسعها مستقبلاً مهاجمة أهداف داخل الولايات المتحدة. وحسب «كالكاليست»، فإن أحد أسباب القلق  في إسرائيل يتمثل في حقيقة أن صاروخ (قاصد) أُطلِقَ من منصة متحركة بالإمكان إخفائها في غابات وأنفاق ومخازن، وحتى في ورش داخل المدن، مما يقلص من فرص تحديدها واستهدافها بشكل إستباقي. وأضافت أن «منصات الإطلاق المتحركة مثلت تحدياً كبيراً لدول التحالف خلال حرب الخليج الأولى، حيث كان من الصعب على سلاح الجو الأميركي تعقب هذه المنصات واستهدافها، مما مكن العراق من إطلاق الصواريخ طوال فترة الحرب». وحذرت من أن إيران بإمكانها تزويد المنظمات التابعة لها بصواريخ (قاصد) وتوظيفها في تشكيل تهديد كبير على المصالح الأميركية ليس في المنطقة، بل في أوروبا ومناطق أخرى من العالم، مشيراً إلى أن منظمة الحوثيين إكتسبت خبرة كبيرة في استخدام المنصات المتحركة وإخفائها، مما يعني أن خطرها سيتفاقم بشكل غير مسبوق في حال قررت طهران تزويدها بهذه الصواريخ.

## معرض الصور

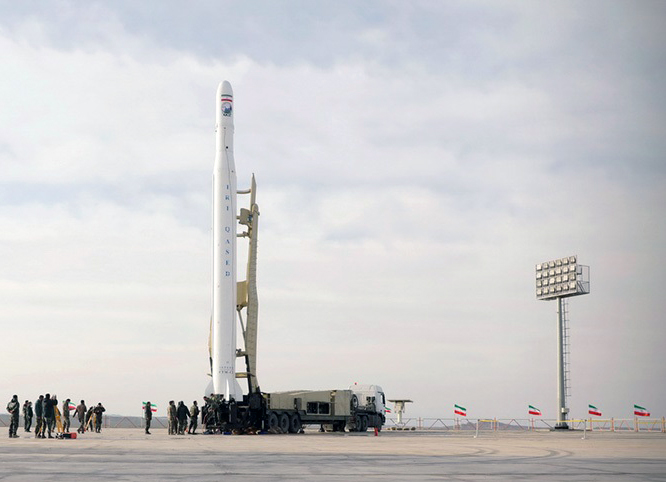
صاروخ قاصد الفضائي في محطة الإطلاق

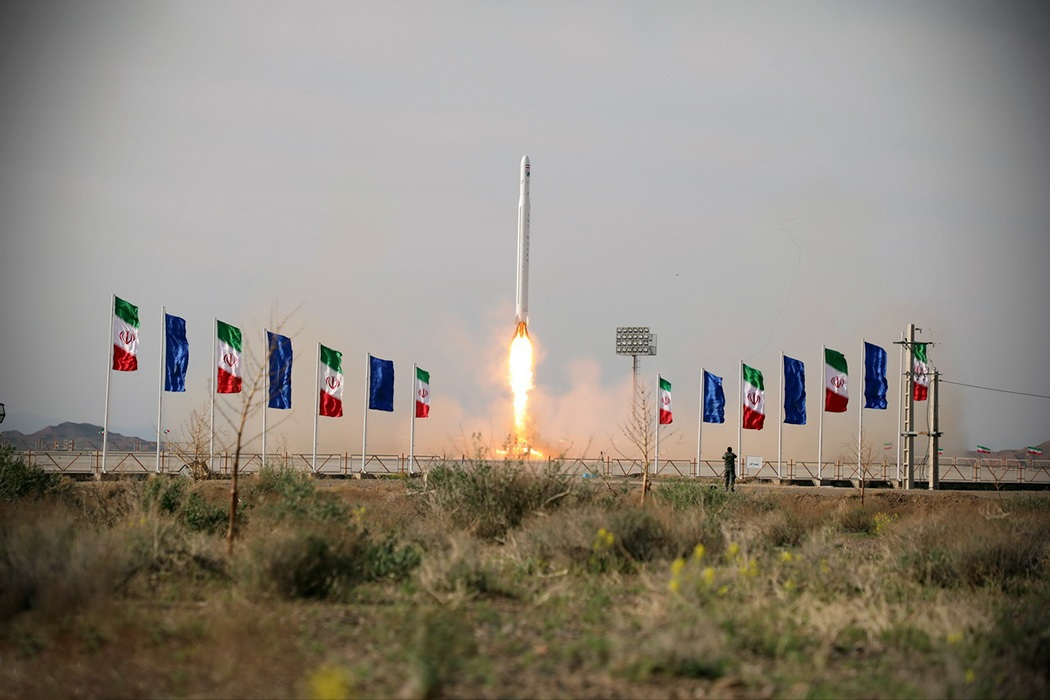
صاروخ قاصد الفضائي بعد الإطلاق

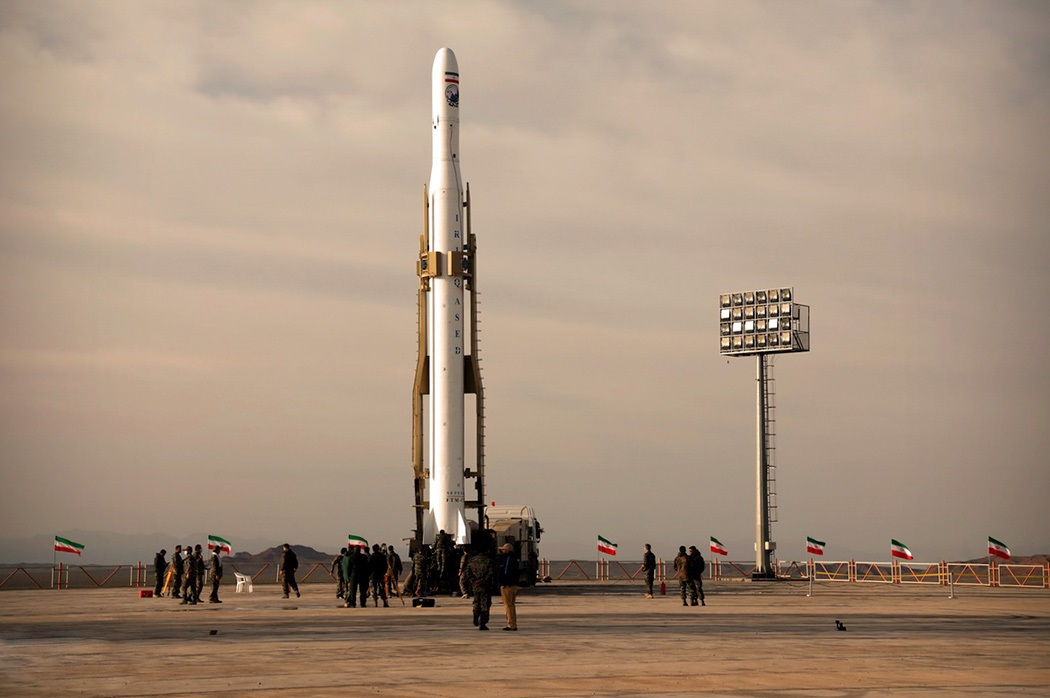
الصاروخ الفضائي الإيراني قاصد -1

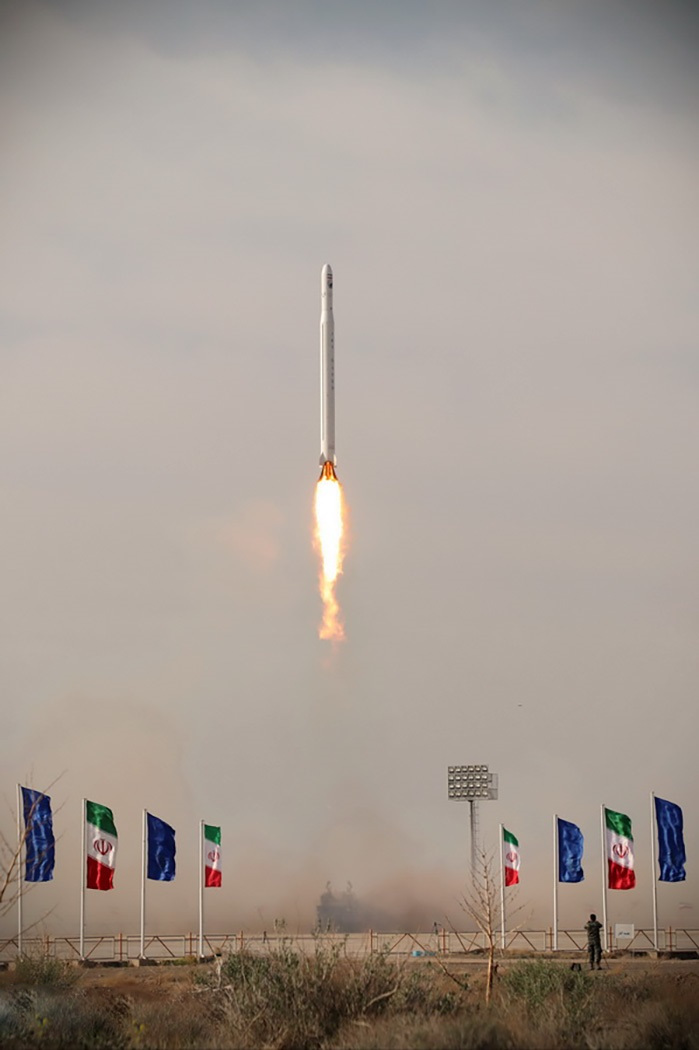
صاروخ قاصد الفضائي بعد الإطلاق

## مواضيع ذات صلة
- وكالة الفضاء الإيرانية
- عماد (صاروخ باليستي)
- نازعات (عائلة صواريخ)
- صاروخ توسن المضاد للدروع
- سومار (صاروخ جوال)
- قيام 1 (صاروخ باليستي)
- سفير (عائلة صواريخ)
- نويد (قمر صناعي)
- غواصة غدير
- حرس الثورة الإسلامية
- زورق ذو الفقار الصاروخي
- قناص شاهر
- معراج (طائرة بدون طيار)
- صاروخ سجيل
- صاروخ شهاب 3
- طربيد والفجر
- صاروخ رضوان الباليستي
- مروحية شاهد 285
- زورق ذو الفقار الصاروخي